# 闪光桔蛤
闪光桔蛤（学名：Pulvinus micans），是帘蛤目樱蛤科Pulvinus属的一种。主要分布于中国大陆，常栖息在潮间带至潮下带40米。